# Cereal per esmorzar

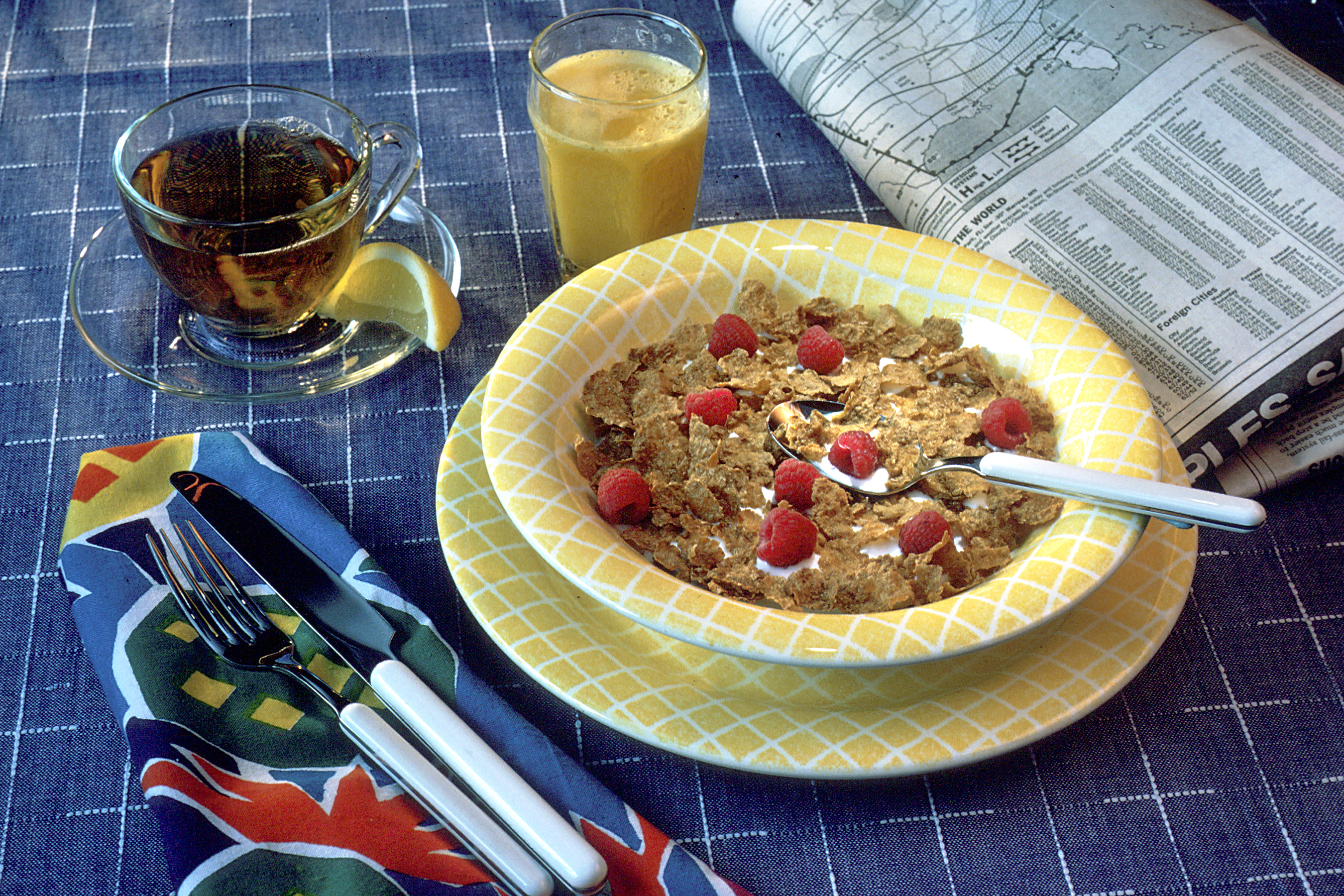
Un exemple d'esmorzar que inclou cereals.

Es coneix com a cereal per esmorzar, o simplement cereal, al producte alimentari empaquetat derivat de diferents cereals com l'arròs, el blat de moro o la civada, donant com a resultat flocs de civada, flocs de blat de moro o flocs d'arròs, que es comercialitza per ser consumit durant l'esmorzar.
Entre els majors productors de cereals per a l'esmorzar es troben Kellogg Company, Quaker Oats i Nestlé. La indústria dels cereals té uns marges de beneficis bruts del 40-45%, 90% de penetració en alguns mercats, i un creixement continuat al llarg de la seva història.

## Història
Els cereals per esmorzar tenen els seus orígens en el moviment vegetarià de l'últim quart del segle xix, que va influir els membres de l'Església Adventista del Setè Dia als Estats Units. El 1860 fundaren un gran sanatori a Michigan sota la direcció del doctor John Kellogg. El principal esmorzar de la cultura occidental en aquella època era l'esmorzar complet, que incloïa ous, cansalada viada, salsitxes i carn. El primer cereal per esmorzar, Granula, va ser inventat el 1863 per James Caleb Jackson, a Dansville (Nova York). El cereal no va prosperar perquè era poc pràctic, ja que necessitava romandre en remull durant la nit anterior per poder ser apte per al consum.
La següent generació de cereals per a l'esmorzar va ser considerablement millor i, en combinació amb una promoció intel·ligent, finalment van aconseguir prosperar. El 1877, John Harvey Kellogg va inventar un pa de pessic fet de blat, civada i farina de blat de moro per a pacients que sofrien de l'intestí. Inicialment, el seu producte també es va anomenar Granula, però es va canviar a Granola després d'un judici. Més tard, una nit de 1894, el seu germà Will Keith Kellogg es despertà de sobte i se n'anà de dret a la cuina per bullir blat. Un cop estovat, en feu tires fines i les cogué al forn fins a obtenir flocs cruixents. va inventar els flocs de blat i va fundar la companyia Kellogg Company el 1906. Gràcies a diferents campanyes publicitàries, Kellogg's va vendre un milió de caixes al cap de tres anys.